# Звезде које не тамне
Звезде које не тамне је телевизијска серија из 1980. године, по сценарију и у режији Станка Црнобрње. Улоге тумаче Соња Савић и Рајко Продановић. Емитована је на радио-телевизији Србије од 1980. до 1981. године. Први пут је приказана 30. септембра 1980. године. Ово је прва серија оваквог карактера код нас и врло је експериментално оријентисана. 

## О серији
Соња и Рајко су водећи ликови и носиоци врло интересантне радње. Они преузимају низ комичних, занимљивих и интересантних фантастичних путовања на којима срећу и упознају бројне значајне звезде, познате личности и упознају нас са историјским догађајима, на врло посебан и несвакидашњи начин. 

## Улоге
| Глумац           | Улога |
| ---------------- | ----- |
| Соња Савић       | Соња  |
| Рајко Продановић | Рајко |